# Wantage
Wantage är en ort och civil parish i södra Storbritannien. Den ligger i grevskapet Oxfordshire och riksdelen England, 90 km väster om huvudstaden London och 25 kilometer söder om Oxford. Antalet invånare är 11 327.
Här föddes Alfred den store och den konservativa partiledaren David Cameron.
Wantage ligger 95 meter över havet och terrängen runt orten är huvudsakligen platt. Runt Wantage är det ganska tätbefolkat, med 207 invånare per kvadratkilometer. Närmaste större samhälle är Abingdon, 13 km nordost om Wantage. Trakten runt Wantage består till största delen av jordbruksmark.